# Heritage Park Historic Village

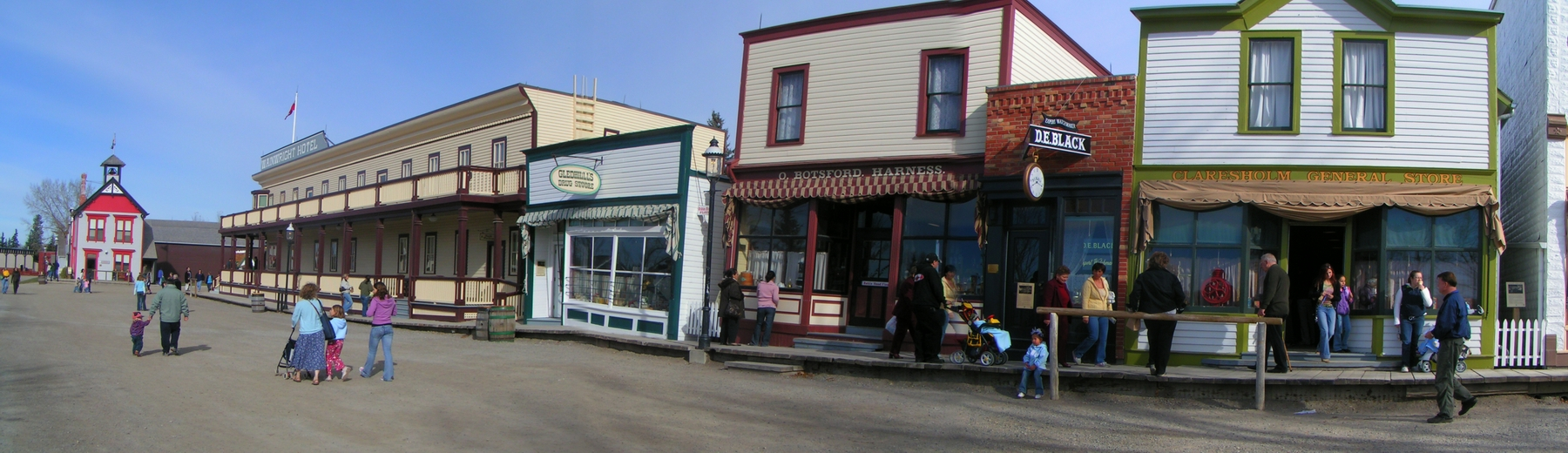
O Heritage Park Historical Village.

O Heritage Park Historic Village é um parque histórico em Calgary, Alberta, Canadá. O parque localiza-se num terreno de 267.000 m² nas margens do Reservatório de Glenmore, no sudoeste da cidade. É uma das mais visitadas atracções turísticas da cidade. É também o maior parque histórico do Canadá. O parque é considerado um "museu vivo" que recreia uma aldeia do estado de Alberta em fins do século XIX e começo do século XX. Muitos dos edifícios no parque são reais e foram transportados para o parque para serem expostos. Outros são recreações actuais desses edifícios. Muitas das estructuras estão mobiladas e decoradas com artefactos genuínos. Até as fardas e veículos de manutenção dos empregados do parque estão de acordo com o resto do parque.

## Exposições
- Uma locomotiva a vapor que ainda funciona e que leva os passageiros a ver todo o parque;
- Um eléctrico restaurado, do antigo sistema de eléctricos de Calgary, que leva os passageiros para fora e dentro do parque de estacionamento;
- Uma recreação de um barco a vapor, o S. S. Moyie que navega no Reservatório de Glenmore;
- Uma antiga feira que compreende várias diversões;
- Um ferreiro, uma pastelaria, um hotel, um restaurante e várias lojas ainda a funcionar;
- Uma carroça puxada por cavalos;
- Um forte comercial da Companhia da Baía de Hudson.